# Tempietto

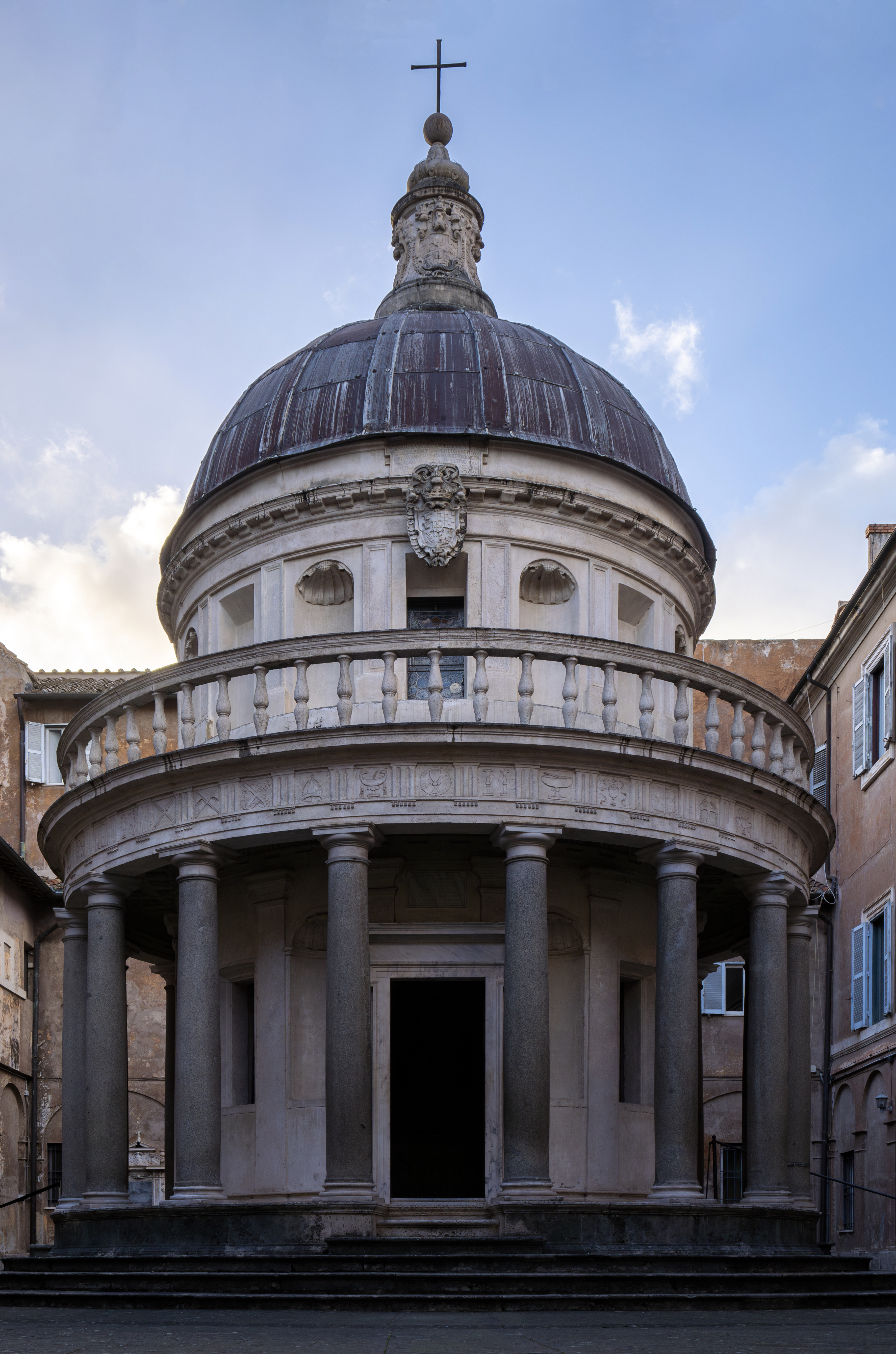
San Pietro in Montorio, Rom

Tempietto (italienisch für Tempelchen) bezeichnet kleine Bauwerke in Tempelform, meist als Rundtempel mit Säulen und Kuppel ausgeführt. Beispiele sind der Tempietto di Bramante in Rom und der Tempietto Barbaro in Venetien.
In der Landschaftsarchitektur wird Tempietto als Sammelbegriff für kleinere Tempelbauwerke unterschiedlicher Form genutzt, die nach antiker Formensprache entworfen wurden. Sie unterscheiden sich durch das Vorhandensein eines Portikus von den nach allen Seiten offenen Monopteroi, sind also anders als diese axial ausgerichtet.
In nochmals verkleinerter Form entstanden im Innenraum von Kirchen auf dem Hochaltar Tabernakel in der Form eines Tempiettos. Ab der Mitte des 16. Jahrhunderts setzten sich diese Tempietto-Tabernakel in Norditalien als die übliche Tabernakelform durch; sie konnten, wie etwa im Mailänder Dom, eine Höhe von mehr als zwei Metern erreichen.